# Pierwszy rząd Eduarda Taaffego
I rząd Eduarda Taaffego – rząd austriacki, rządzący Cesarstwem Austriackim  w latach 1868-1870.
Premierem rządu był Eduard Taaffe. Rząd działał od 24 września 1868 roku do 15 stycznia 1870 roku.